# Panteix (construcció naval)

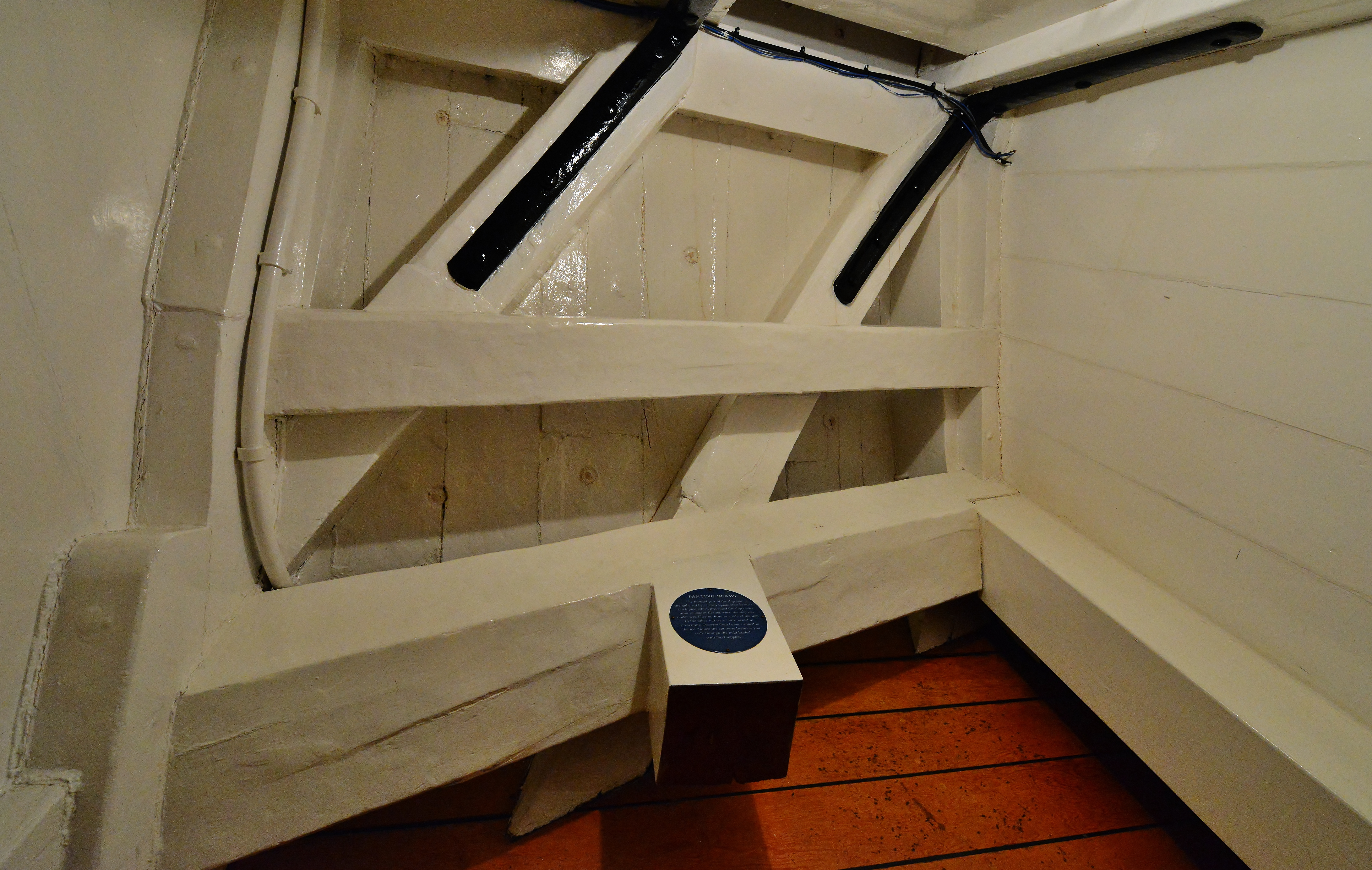
Bigues de forrellat utilitzades per reforçar la proa d'un vaixell (RRS Discovery).

El panteix es refereix a la tendència del xapat d'acer del casc a flexionar-se cap a dins i cap a fora com una llauna d'oli que s'esprem quan un vaixell s'inclina . Això passa quan un vaixell avança entre les onades. El panteix crea una tensió significativa al casc d'un vaixell. És potencialment perillós i pot provocar inundacions i la separació del casc i la coberta. Abordar el panteix és un component essencial del disseny dels vaixells. Normalment es contraresta reforçant la proa i la popa amb bigues i llarguers .
El cuirassat britànic HMS Rodney va patir fuites importants a causa del panteix.